# Dětřichov u Frýdlantu
Dětřichov (deutsch Dittersbach) ist eine Gemeinde in Tschechien. Sie liegt fünf Kilometer südwestlich von Frýdlant und gehört zum Okres Liberec.

## Geographie
Dětřichov erstreckt sich im Isergebirgsvorland (Frýdlantská pahorkatina) entlang des Baches Oleška (Erlichtbach). Südlich erhebt sich im Isergebirge der Špičák (Buschullersdorfer Spitzberg; 724 m), im Südwesten der Lysý vrch (Kahleberg; 643 m), westlich der Mlýnský vrch (Mühlberg; 362 m) und gegen Norden Hájky (413 m) und Ptačí vrch (403 m), früher Steimerichberg genannt.
Nachbarorte sind Kunratice im Norden, Frýdlant und Větrov im Nordosten, U Dvora, Zátiší (Nichthäuser) und Polní Domky (Feldhäuser) im Osten, Filipka und Oldřichov v Hájích im Südosten, Albrechtice u Frýdlantu im Süden, Vysoký und Horní Vítkov im Südwesten sowie Kristiánov  und Heřmanice im Westen.

## Geschichte

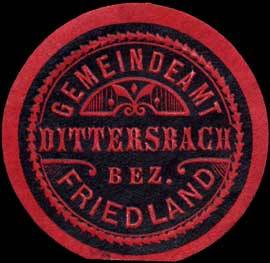
Siegelmarke Gemeindeamt Dittersbach

Das Dorf entstand im Zuge der deutschen Kolonisation im 14. Jahrhundert.
Die erste schriftliche Erwähnung von Dittersbach und der Annenkirche erfolgte im Friedlander Urbar von 1381 bis 1409. Das zur Herrschaft Friedland gehörige Dorf lag an einem Handelsweg von Reibersdorf und Reichenau in der Oberlausitz über Hermsdorf nach Friedland. Nach dem Dreißigjährigen Krieg verließen im Zuge der Rekatholisierung viele Protestanten den Ort und siedelten sich in den nahegelegenen Dörfern der Oberlausitz an. Von den 53 Anwesen des Ortes wurden in der berní rula von 1654 15 als verlassen beschrieben.
In der Zeit von 1679 bis 1680 schlossen sich Teile der Untertanen dem Aufstand des Rückersdorfer Schmiedes Andreas Stelzig gegen die Grafen Clam-Gallas an und beteiligten sich an der Besetzung des Schlosses Friedland. 1780 wurde der Herrenhof Dittersbach Lehngut Hermsdorf parzelliert und die nach Christian Philipp von Clam-Gallas benannte Ansiedlung Christiansau (Kristiánov) angelegt. Im Jahre 1833 bestand das Dorf aus 174 Häusern und hatte 395 Einwohner.
Nach der Aufhebung der Patrimonialherrschaft bildete Dittersbach eine politische Gemeinde im Gerichtsbezirk Friedland bzw. Bezirk Friedland. Im Jahre 1857 lebten in dem Dorf 1289 Menschen. In der zweiten Hälfte des 19. Jahrhunderts entstand in Dittersbach die Mechanische Weberei Klinger. Ein weiteres Unternehmen war die Weberei Bernhard Hannig, die bis 1864 bestand. 1881 erwarb das Wieder Unternehmen M. B. Neumann die frühere Hannigsche Weberei. Im Jahre 1900 nahm die Schmalspurbahn Friedland-Hermsdorf den Verkehr auf und in Dittersbach entstand ein Kopfbahnhof. Zu dieser Zeit bestand Dittersbach aus 242 Häusern und hatte 1723 Einwohner. Die Klingersche Fabrik wurde 1909 durch den sächsischen Unternehmer Carl August Preibisch aufgekauft, der im darauf folgenden Jahre in den Werken Reichenau und Dittersbach 400 Arbeitnehmer beschäftigte. Hinzu kamen noch 180 Arbeitsplätze bei der Firma Neumann. 1930 hatte Dittersbach 1237 Einwohner. Nach dem Münchner Abkommen wurde die Gemeinde 1938 dem Deutschen Reich zugeschlagen und gehörte bis 1945 zum Landkreis Friedland. 1939 hatte Dittersbach 1145 Einwohner. Nach dem Zweiten Weltkrieg begann die Vertreibung der deutschen Bevölkerung und die Ansiedlung von Tschechen aus der Gegend von Chrudim, Nový Bydžov und Hradec Králové sowie von Wolhynientschechen. 1948 wurden Albrechtice, Filipov, Vysoký und Kristiánov eingemeindet. Nach der Auflösung des Okres Frýdlant wurde die Gemeinde 1961 dem Okres Liberec zugeordnet. 1963 erfolgte die Eingemeindung von Heřmanice. Die Schmalspurbahn Frýdlant–Heřmanice wurde 1976 stillgelegt. Am 1. Jänner 1986 erfolgte die Eingemeindung nach Frýdlant, seit 1993 besteht die Gemeinde Dětřichov wieder.

## Ortsgliederung
Für die Gemeinde Dětřichov sind keine Ortsteile ausgewiesen.

## Sehenswürdigkeiten
- Kirche der hl. Anna, seit 1382 nachweislich

## Söhne und Töchter der Gemeinde
- Ignaz Klinger (1814–1872), Unternehmer
- Ernst Scholz (1904–1997), Gewerkschafter und Sozialist